# Cameron County (Texas)
Cameron County je okres ve státě Texas v USA. K roku 2010 zde žilo 406 220 obyvatel. Správním městem okresu je Brownsville. Celková rozloha okresu činí 3 305 km².